# اعتراض الصواريخ البالستية في الحرب الأهلية اليمنية
منذ بداية تدخل التحالف العربي بقيادة القوات المسلحة السعودية في الحرب الأهلية اليمنية عام 2015، أطلق الحوثيين والقوات العسكرية الموالية لعلي عبد الله صالح العديد من الصواريخ البالستية من نوع سكود، وسام-2، وهواسونغ-5، إلى الأراضي السعودية. وتم اعتراضها من قبل قوات الدفاع الجوي الملكي السعودي.

## 2015
- 19 شعبان الموافق 6 يونيو اعتراض صاروخ باليستي من نوع سكود كان يستهدف قاعدة الملك خالد الجوية في خميس مشيط. وتم تدمير منصة الإطلاق بغارة جوية.[1]
- 13 رمضان الموافق 30 يونيو اعتراض صاروخ باليستي من نوع سكود إستهدف قاعدة السليل العسكرية في وادي الدواسر. وتم تدمير منصة الإطلاق بغارة جوية.[2]
- 11 ذو القعدة الموافق 26 أغسطس اعتراض صاروخ باليستي من نوع سكود إستهدف منطقة جازان. وتم تدمير منصة الإطلاق بغارة جوية.[3]
- 1 ربيع الأول الموافق 13 ديسمبر اعتراض صاروخ باليستي من نوع سام-2 إستهدف قاعدة الملك خالد الجوية، وتم تدمير منصة الإطلاق بغارة جوية.[4]
- 10 ربيع الأول الموافق 21 ديسمبر اعتراض صاروخ باليستي من نوع سام-2 إستهدف مدينة جازان. وتم تدمير منصة الإطلاق بغارة جوية.[5][6]
- 11 ربيع الأول الموافق 22 ديسمبر اعتراض صاروخ باليستي من نوع سكود إستهدف مدينة جازان. وتم تدمير منصة الإطلاق بغارة جوية.[7]
- 12 ربيع الأول الموافق 23 ديسمبر اعتراض صاروخ باليستي من نوع سكود إستهدف منطقة عسير. وتم تدمير منصة الإطلاق بغارة جوية.[8]
- 16 ربيع الأول الموافق 27 ديسمبر اعتراض صاروخ باليستي من نوع سكود إستهدف منطقة نجران. وتم تدمير منصة الإطلاق بغارة جوية.[9][10]
- 19 ربيع الأول الموافق 30 ديسمبر اعتراض صاروخ باليستي من نوع سكود إستهدف منطقة جازان. وتم تدمير منصة الإطلاق بغارة جوية.[11]

## 2016
- 21 ربيع الأول الموافق 1 يناير اعتراض صاروخ باليستي من نوع سكود إستهدف مدينة أبها. وتم تدمير منصة الإطلاق بغارة جوية.[12][13]
- 27 ربيع الأول الموافق 7 يناير اعتراض صاروخ باليستي من نوع سكود إستهدف منطقة جازان. وتم تدمير منصة الإطلاق بغارة جوية.[14]
- 29 ربيع الآخر الموافق 8 فبراير اعتراض صاروخ باليستي من نوع سكود إستهدف منطقة عسير. وتم تدمير منصة الإطلاق بغارة جوية.[15][16]
- 30 ربيع الآخر الموافق 9 فبراير اعتراض صاروخ باليستي من نوع سكود إستهدف منطقة جازان. وتم تدمير منصة الإطلاق بغارة جوية.[17][18][19]
- 5 جمادى الأولى الموافق 14 فبراير اعتراض صاروخ باليستي من نوع سكود إستهدف خميس مشيط. وتم تدمير منصة الإطلاق بغارة جوية.[20][21][22]
- 2 شعبان الموافق 9 مايو اعتراض صاروخ باليستي من نوع سكود إستهدف الحدود السعودية اليمنية. وتم تدمير منصة الإطلاق بغارة جوية.[23][24]
- 23 شعبان الموافق 30 مايو اعتراض صاروخ باليستي من نوع سكود إستهدف منطقة نجران. وتم تدمير منصة الإطلاق بغارة جوية.[25][26]
- 21 رمضان الموافق 27 يونيو اعتراض صاروخ باليستي من نوع سكود إستهدف خميس مشيط. وتم تدمير منصة الإطلاق بغارة جوية.[27]
- 29 رمضان الموافق 4 يوليو اعتراض صاروخ باليستي من نوع سكود إستهدف مدينة أبها. وتم تدمير منصة الإطلاق بغارة جوية.[28][29][30]
- 18 شوال الموافق 23 يوليو اعتراض صاروخ باليستي من نوع سكود إستهدف منطقة نجران. وتم تدمير منصة الإطلاق بغارة جوية.[31]
- 7 ذو القعدة الموافق 10 أغسطس اعتراض صاروخين باليستيين من نوع سكود أطلقتهما الميليشيات الحوثية على منطقتي أبها وخميس مشيط. وتم تدمير منصات إطلاق الصواريخ بغارات جوية.[32]
- 10 ذو القعدة الموافق 13 أغسطس اعتراض صاروخ باليستي من نوع سكود إستهدف خميس مشيط. وتم تدمير منصة الإطلاق المتواجدة بين عمران وصعده بغارة جوية.[33]
- 11 ذو القعدة الموافق 14 أغسطس اعتراض صاروخ باليستي من نوع سكود إستهدف منطقة نجران. وتم تدمير منصة الإطلاق بغارة جوية.[34]
- 27 محرم الموافق 28 أكتوبر اعتراض صاروخ باليستي من نوع سكود إستهدف مكة المكرمة. وتم تدمير منصة الإطلاق بغارة جوية.[35][36][37]

## 2017
- 3 ذو القعدة 1438 هـ الموافق 26 يوليو تمكنت قوات الدفاع الجوي في التحالف من اعتراض صاروخ باليستي أطلقته الميليشيات الحوثية باتجاه منطقة مكة المكرمة ويعتبر هذا الصاروخ الثاني باتجاه مكة المكرمة.[38]
- 15 صفر 1439 هـ الموافق 4 نوفمبر قامت قوات الدفاع الجوي باعتراض ما قالت أنه صاروخ باليستي بالقرب من العاصمة الرياض وسقطت أجزاء من الصاروخ المتحطم في محيط مطار الملك خالد الدولي.[39][40][41]

## 2018
- 18 ربيع الآخر 1439 هـ الموافق 5 يناير، الدفاع الجوي الملكي السعودي يعترض صاروخاً باليستيا أطلق من اليمن فوق نجران.[42]
- 24 ربيع الآخر 1439 هـ الموافق 11 يناير، الدفاع الجوي الملكي السعودي يعترض صاروخاً باليستيا أطلق من محافظة عمران داخل الأراضي اليمنية فوق نجران.[43]
- 20 جمادى الأولى 1439 هـ الموافق 5 فبراير، الدفاع الجوي الملكي السعودي يعترض صاروخاً باليستيا أطلق من اليمن على خميس مشيط في منطقة عسير.[44]
- 8 جمادى الآخرة 1439 هـ الموافق 23 فبراير، التحالف العربي في اليمن يعترض صاروخين بالستيين أطلقته ميليشيات الحوثي على مدينة مأرب.[45]
- 12 جمادى الآخرة 1439 هـ الموافق 27 فبراير، التحالف العربي في اليمن يعترض صاروخاً باليستيا أطلقته ميليشيات الحوثي على مدينة مأرب.[46]
- 14 جمادى الآخرة 1439 هـ الموافق 29 فبراير، التحالف العربي في اليمن يعترض صاروخاً باليستيا أطلقته ميليشيات الحوثي على مدينة مأرب. .[47]
- 8 رجب 1439 هـ الموافق 25 مارس، قوات الدفاع الجوي الملكي السعودي اعترضت 7 صواريخ باليستية جرى إطلاقها من الأراضي اليمنية، واستهدف 3 منها العاصمة الرياض، وواحد باتجاه خميس مشيط، وواحد باتجاه نجران، واثنان باتجاه جازان، وأسفر سقوط إحدى شظايا الصواريخ عن مقتل مقيم مصري وإصابة مصريين اثنين بالعاصمة الرياض.[48][49]
- 13 رجب 1439 هـ الموافق 29 مارس، اعترضت قوات الدفاع الجوي الملكي السعودي، صاروخا باليستيا أطلقه الحوثيون على مدينة جازان.[50]
- 14 رجب 1439 هـ الموافق 30 مارس، اعترضت قوات الدفاع الجوي الملكي السعودي، صاروخا باليستيا أطلقه الحوثيون على مدينة نجران.[51]
- 20 رجب 1439 هـ الموافق 6 أبريل، اعترضت قوات الدفاع الجوي الملكي السعودي، صاروخا باليستيا أطلقه الحوثيون على مدينة نجران.[52]
- 25 رجب 1439 هـ الموافق 11 أبريل، اعترضت قوات الدفاع الجوي الملكي السعودي، ثلاثة صواريخ باليستية أطلقها الحوثيين من داخل الأراضي اليمنية وتحديدًا من محافظة صعدة، وشمال محافظة عمران باتجاه مدينة الرياض والآخر باتجاه مدينة نجران والثالث باتجاه جازان.[53]
- 26 رجب 1439 هـ الموافق 12 أبريل، اعترضت قوات الدفاع الجوي الملكي السعودي، صاروخا باليستيا أطلقه الحوثيون على مدينة جازان.[54]
- 30 رجب 1439 هـ الموافق 16 أبريل، اعترضت قوات الدفاع الجوي الملكي السعودي، صاروخا باليستيا أطلقه الحوثيون على مدينة نجران.[55]
- 4 شعبان 1439 هـ الموافق 20 أبريل، اعترضت قوات الدفاع الجوي الملكي السعودي، صاروخا باليستيا أطلقه الحوثيون على مدينة جازان.[56]